# ۱-متیل‌تریپتوفان
۱-متیل‌تریپتوفان (به انگلیسی: 1-Methyltryptophan) یک ترکیب شیمیایی با شناسه پاب‌کم ۹۸۱۱۲ است. 